# Eigil Johansen
Eigil Johansen (ur. 28 września 1915 w Kopenhadze zm. 29 lipca 1998) – duński zapaśnik walczący w stylu wolnym. Olimpijczyk z Helsinek 1952, gdzie zajął ósme miejsce w kategorii do 57 kg.
Mistrz Danii w: 1936, 1937, 1938, 1941, 1942, 1943, 1944, 1945, 1947, 1948, 1949, 1951 i 1952; drugi w 1946 i 1950 roku.
Syn Gotfreda Johansena, boksera, srebrnego medalisty z Antwerpii 1920.

## Letnie Igrzyska Olimpijskie 1952
| Konkurencja      | Rundy eliminacyjne      | Rundy eliminacyjne        | Rundy eliminacyjne   | Klas. końcowa |
| Konkurencja      | Przeciwnik I            | Przeciwnik II             | Przeciwnik III       | Miejsce       |
| ---------------- | ----------------------- | ------------------------- | -------------------- | ------------- |
| 57 kg styl wolny | Joseph Trimpont (BEL) Z | Sad Hafiz Szihata (EGY) Z | Lajos Bencze (HUN) P | 8.            |